# Carnation (schweizerische Band)
Carnation (engl. Die Nelke) war eine Schweizer Rockband.

## Bandgeschichte
Die Band wurde im Jahre 2000 mit fünf Mitgliedern gegründet.
2003 erschien ihr erstes Album Good Morning Evening. Mit den beiden Songs Finally Here und Boy from Another Galaxy erlangte die Band erstmals nationale Bekanntheit. Die beiden Songs wurden von den lokalen Radiosendern immer wieder gespielt.
Nach der Trennung von ihrem Leadsänger machte sich die jetzt noch 4-köpfige Band auf Richtung Schweden, um dort ihre neuen Songs aufzunehmen. Die im März 2005 angetretene Reise in den Norden zeigte Erfolg und noch im selben Jahr erschien das zweite Album Waxy's Little Sister.
In den folgenden Jahren zog es die Band immer mehr ins Ausland. Mit Gigs in England (Liverpool) und den USA (New York City) konnte die Band Erfahrungen sammeln und sich der Welt ein wenig präsentieren. Im Frühling 2011 wurde die Band aufgelöst.

## Diskografie

### Alben
- 2003: Good Morning Evening
- 2005: Waxy's Little Sister
- 2008: Valentine's Song for You (Limited Edition)
- 2009: Cartagena, Colombia

### Videoclips
- Finally Here (Good Morning Evening)
- Boy from Another Galaxy (Good Morning Evening)
- Good at It (Waxy's Little Sister)
- Face the Blues (Cartagena, Colombia)